# Joseph Hahn
Joseph Hahn, znany także jako m.in. Mr. Hahn i Chairman Hahn (ur. 15 marca 1977 w Dallas) – amerykański DJ i turntablista pochodzenia koreańskiego. Najbardziej jest znany z występów w nu metalowym zespole Linkin Park.

## Życiorys
Joseph Hahn przygodę z DJingiem rozpoczął w szkole średniej. Wtedy też zainteresował się grafiką i z tego powodu poszedł do Art Center College of Design w Pasadenie w Kalifornii, gdzie poznał swojego przyszłego kolegę z zespołu Linkin Park Mike’a Shinodę. Studiował ilustrowanie, jednak rzucił ten kierunek dla efektów specjalnych. Nadzorował ich produkcję do takich filmów jak Z Archiwum X, Kula i Diuna.
Jako student pasadeńskiego college’u Hahn dołączył do założonego w 1996 roku przez Mike’a Shinodę i Brada Delsona zespołu Xero (po przyjściu Chestera Benningtona w 1999 roku zespół zmienił nazwę najpierw na Hybrid Theory, a potem na Linkin Park). Hahn wyreżyserował większość teledysków zespołu, np. do utworów „Numb”, „From the Inside”, „What I’ve Done”, „Somewhere I Belong”, „Pts.Of.Athrty”, „New Divide”, „Bleed It Out” i „Iridescent”. Ma także na koncie reżyserię teledysków dla takich wykonawców, jak m.in. Story of the Year, Xzibit i Alkaline Trio. Stworzył też wiele grafik promocyjnych zarówno dla zespołu, jak i do albumów Todd She’s Album i Songs Carried on Angel’s Wings.
17 października 2014 roku odbyła się premiera filmu Mall, wyreżyserowanego przez Hahna. W produkcji wystąpili m.in. Vincent D’Onofrio, Gina Gershon oraz Mimi Rogers.

## Życie prywatne
15 lutego 2005 Hahn ożenił się z Karen Benedit. Para rozwiodła się w 2009 roku. 21 października 2012 poślubił Heidi Woan, z którą spotykał się od 2010 roku.